# 애슬러
애슬러(영어: ATHLER)는 대한민국의 온라인 패션 및 라이프스타일 커머스 플랫폼으로, 주식회사 바인드(BIND)가 운영하고 있다. 2022년 6월 설립되었으며, 30대 후반부터 50대 초반의 중년 남성을 핵심 고객층으로 타깃하고 있다.

## 역사
- 2022년 6월 : 울산광역시에 본사를 둔 스타트업 주식회사 바인드 설립. 김시화 대표가 중년 남성의 온라인 커머스 공백을 메우고자 기획.[2]
- 서비스 초기에는 스포츠 용품을 테스트했으나, 패션 분야에서 구매 전환율, 객단가, 재구매율이 높아 패션 중심 플랫폼으로 전환.[3]
- 2024년 : 서비스 론칭 1년 반 만에 월간 활성 사용자(MAU) 100만 명 돌파.[4]
- 2025년 2월 : 카카오벤처스, 패스트벤처스, 베이스벤처스, 디캠프, 다성벤처스 등으로부터 약 40억 원 규모의 시리즈 A 투자 유치.[5]

## 서비스
애슬러는 3040 남성의 쇼핑 행태와 시간 가치에 최적화된 커머스 경험을 제공한다.
- 카테고리 구성 : 패션 외에도 골프, 아웃도어, 스포츠, 명품, 일상 잡화 등 중년 남성의 라이프스타일 전반을 아우르는 카테고리 운영.[6]
- 브랜드 셀렉션 : 600개 이상의 브랜드 입점.[7]
- UX 설계 : 클릭 수를 최소화한 직관적 UI, 간편한 상품 탐색 및 구매 흐름 제공.[8]
- CRM·퍼스널라이제이션 : 고객 페르소나 분석 기반 맞춤형 메시지 발송, MAU 221% 증가·재구매율 31.9% 달성.[9]
- 앱 기능 : 100% 정품 보장, 1만 원 이상 단품 무료배송, 타임 특가 이벤트 운영.[10]

## 특징
1. 타깃 명확성 : 3040 남성을 핵심 대상으로 설정, 경제력·충성도가 높은 세그먼트 집중.[11]
2. 빠른 성장 : 서비스 1.5년 만에 MAU 100만 돌파, 거래액 및 지표 급성장.[12]
3. 브랜드 유입 가속화 : 플랫폼 성장과 함께 자발적 입점 브랜드 증가.[13]
4. 신뢰 기반 쇼핑 경험 : “실패 없는 선택”을 위한 큐레이션과 서비스 품질 유지.[14]
5. CRM 전략 강화 : 개인화 메시징과 후킹 메시지로 고객 리텐션 극대화.[15]
6. 콘텐츠 중심 브랜딩 : 브랜드 스토리, 스타일 매거진, 협업 콘텐츠 등 온드미디어 강화.[16]

## 비전과 전략
애슬러의 장기 목표는 단순한 패션 커머스를 넘어, 3040 남성 라이프스타일 전반을 아우르는 문화 플랫폼으로 진화하는 것이다.  김시화 대표는 “중년 남성이 자신의 나이와 환경에 맞는 스타일을 통해 자존감을 높이고, 취향을 확장하며, 나아가 건강한 라이프스타일을 형성할 수 있도록 돕겠다”고 밝혀왔다.  이를 위해 애슬러는 다음과 같은 전략을 지속 추진한다.
- **브랜드 신뢰도 강화** : “여기서 사면 실패하지 않는다”는 소비자 인식을 공고히 하는 카테고리별 신뢰도 구축.
- **상품군 다각화** : 패션 중심에서 골프·스포츠·아웃도어·전자기기 등으로 확장.
- **콘텐츠-커머스 융합** : 매거진, 브랜드 협업, 스타일 가이드 등 콘텐츠를 통한 장기적 고객 관계 형성.
- **데이터 기반 개인화** : 소비자 행동 데이터를 활용한 맞춤형 큐레이션 및 마케팅 고도화.